# Постановление ЦК КПСС и Совета министров СССР
Постановление ЦК КПСС и Совета министров СССР — нормативный документ, принимавшийся совместно Центральным комитетом КПСС — высшим партийным органом в период между съездами КПСС, и Советом министров СССР — высшим исполнительным и распорядительным органом государственной власти в СССР. Данные постановления определяли различные стороны деятельности общества в СССР и являлись обязательными для исполнения всеми организациями и предприятиями.
Практика издания совместных постановлений ЦК ВКП(б) и Совнаркома СССР известна ещё с 1930-х годов.
В соответствии с Конституцией СССР 1977 года, законодательные функции закреплялись за Верховным Советом СССР, Совет Министров являлся высшим органом исполнительной власти и государственного управления, а руководящая и направляющая роль КПСС была закреплена в шестой статье Конституции СССР. На практике хозяйственную жизнь в СССР определяли постановления ЦК КПСС и Совета министров СССР.
Иногда совместные постановления принимались в «расширенном» составе субъектов: помимо ЦК КПСС и Совмина СССР в их принятии участвовали Президиум Верховного Совета СССР, ВЦСПС, а в отдельных случаях — и ЦК ВЛКСМ.
В соответствии с доктриной того периода, «партийно-правовые нормы имеют более богатое содержание, чем нормы, издаваемые Советом министров СССР, в силу чего они распространяют своё действие на значительно более широкий круг лиц. Они являются обязательными как для государственных органов, так и для партийных организаций, действие их распространяется и на общественные организации, работающие под руководством КПСС». Другие авторы видели в совместных постановлениях признаки «сочетания актов политического (общественно-политического) и правового регулирования».
Известный правовед-теоретик Сергей Алексеев высказывал идею о «цепочке политических актов» как воплощении руководящей и направляющей роли КПСС: «Сначала — решение или иное руководящее положение в партийном документе, затем — общее, часто совместное ЦК КПСС и Совета министров СССР, партийно-государственное нормативное решение по соответствующему вопросу и, наконец, конкретный нормативный акт государственного органа, а нередко — комплекс актов».
С точки зрения современных оценок, участие в издании таких постановлений «Совета министров давало формальную легитимность, а ЦК КПСС — указывало на реальный источник власти и намекало на возможность партийной ответственности при его невыполнении. Иногда к подписанию таких постановлений привлекали, в зависимости от их характера, ЦК ВЛКСМ или ВЦСПС, то есть руководящие органы комсомольской или профсоюзной организаций. Такое совместное решение, символизируя его „демократический“ характер, носило нормативные функции и имело обязательный характер».